# Свето уље
Свето уље помазања (или света помаст) се описује у Старом завету. 
Библија наводи да свето уље помазања (света помаст) садржи следеће састојке: 
- 500 сикли (око 6 ) мира,
- 250 сикли (око 3 kg) мирисног цимета,
- 250 сикли (око 3 kg) канех босм (преводи се као каламос или канабис[2])
- 500 сикли (око 6 kg) касије
- 1 ин (око 4 литре) маслиновог уља